# Тара Леністон
Та́ра Луї́с Лені́стон (*1 травня 1983, Кровлі, Англія) — ірландська акторка.
Тара Леністон росла в Ко. Клер, Ірландія. Вона проживала в низці країн, включаючи Англію, Корею, Швецію, Гонконг. Подорожуючи зі своїм батьком, Ґреґом, який був топ-менеджером (англ. senior manager) Балтімор текнолоджис, основної ірландської компанії з програмного забезпечення, на чолі із Френом Руні (Fran Rooney).
У 1995 році Леністон розпочала кар'єру, під час проживання в Сеулі, з'явившись у Whats up Doogie, корейській телепрограмі для дітей. Роком пізніше сім'я переїхала до Лондона, де Леністон ходила до Навчальної школи мистецтв (The Arts Educational School), де навчалась драми упродовж двох років.
По закінченні Леністон переїздить до Гонконгу з сім'єю та працює телеведучою на каналі V MTV. Вона зустрічає Джекі Чана в Гонконгу. Вона стає першою західною жінкою, що була навчена та приписана групою Джекі Чана для непересічних талантів. Її прихильність до групи привела до участі у стрічці Джекі Чана «Медальйон».
У 2003 Леністон їде в Нову Зеландію для зйомок у своїй першій картині (motion picture), «Стрінь мене у Маямі» разом з Карлосом Понсом (англ. Carlos Ponce) та Едуардо Варастеґуі (англ. Eduardo Verastegui). Прем'єра «Стрінь мене у Маямі» у Г'юстоні у 2006 була частиною «Туру надії» (англ. Giving hope tour), що мав на меті допомогу ураженим ураганом Катріна.
Вона заангажована також у низці короткометражок, реклами та модельних кампаніях для таких брендів, як Ralph Lauren, North Face та Loreal.
Леністон — жіноча лідерка та копродуцентка ірландської стрічки «Денні-бой» (Danny boy). Директор Ґреґ Ґарт (англ. Greg Garthe; 'Wedding Crashers', 'Shanghai Knights') буде також працювати в її стрічці Останній поклик (‘Last call’)
Останнім завершила фільмування музичного відео з ірландським рок-гуртом Kidic їх дебютного сингла «Holding Doors For Strangers».